# Фульхенсио, Раймундо
Раймундо де Хесус Фульхенсио Роман (исп. Raymundo de Jesús Fulgencio Román; род. 12 февраля 2000, Веракрус, Веракрус) — мексиканский футболист, вингер клуба УАНЛ Тигрес.

## Клубная карьера
Фульхенсио — воспитанник клуба «Веракрус». 26 июля 2018 года в поединке Кубка Мексики против «Дорадос де Синалоа» Раймундо дебютировал за основной состав. 31 августа 2019 года в матче против «Атлетико Морелия» он дебютировал в мексиканской Примере. В 2020 году Фульхенсио перешёл в УАНЛ Тигрес. 9 февраля в матче против «Гвадалахары» он дебютировал за новую команду. В 2020 году игрок помог клубу Лигу чемпионов КОНКАКАФ. 12 сентября 2021 года в поединке против «Леона» Раймундо забил свой первый гол за УАНЛ Тигрес. В 2023 году он стал чемпионом Мексики. 

## Международная карьера
В 2023 году в составе олимпийской сборной Мексики Фульхенсио принял участие в домашних Панамериканских играх.

## Достижения
Клубные
 УАНЛ Тигрес
- Победитель мексиканской Примеры — Клаусура 2023
- Победитель Лиги чемпионов КОНКАКАФ — 2020
- Чемпион чемпионов — 2023